# کیرنیتچ
کیرنیتچ (به آلمانی: Kirnitzsch) رودی در کشورهای آلمان و جمهوری چک است.
این رود که از شهرستان دیه‌چین جمهوری چک سرچشمه میگیرد پس از طی ۴۵ کیلومتر به رود البه می‌ریزد.